# スディープ
スディープ（Sudeep、1973年9月2日 - ）は、インドの俳優、テレビ司会者。カンナダ語映画を中心にヒンディー語映画、テルグ語映画、タミル語映画で活動している。
代表作にカンナダ語映画の『Sparsha』『Huchcha』『Nandhi』『Kiccha』『Swathi Muthu』『My Autograph』『Mussanjemaatu』『Veera Madakari』『Just Maath Maathalli』『Kempe Gowda』、テルグ語・タミル語映画の『マッキー』がある。『Huchcha』『Nandhi』『Swathi Muthu』では3年続けてフィルムフェア賞 カンナダ語映画部門主演男優賞を受賞している。2013年以降はテレビ番組『ビッグ・ボス・カンナダ』の司会を務めている。

## 生い立ち

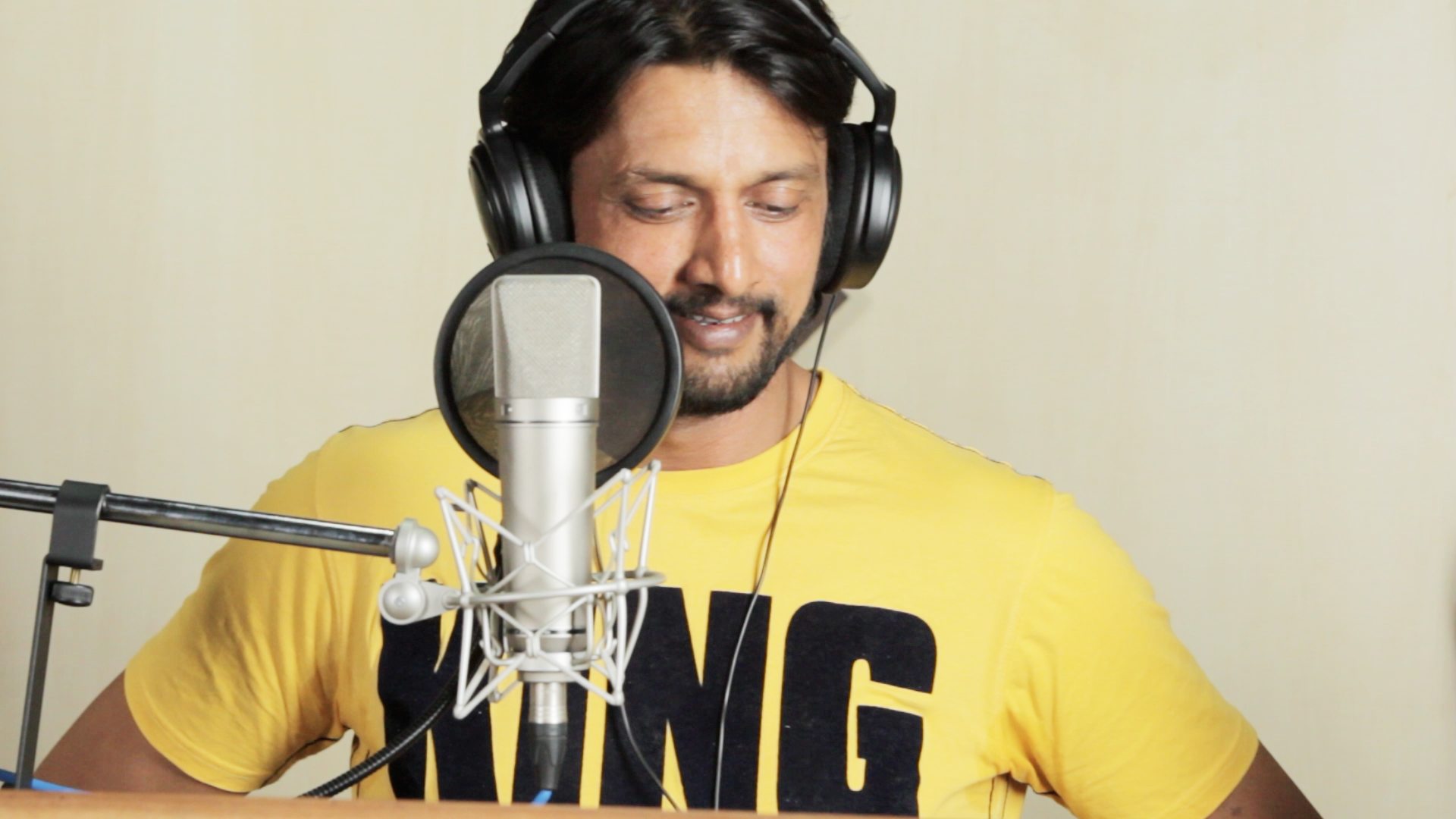
TeachAIDSのレコーディングを行うスディープ

カルナータカ州シヴァモッガ県シヴァモッガ出身。バンガロールのダヤナンガ・サーガル工業大学でインダストリアル&プロダクション・エンジニアリングの資格を取得している。その後、ムンバイのロサン・タネジャ俳優学校で演技を学び、内気な性格を克服した。スディープはセレブリティ・クリケット・リーグのチームキャプテンを務めている。
2000年にケーララ州バンガロールでナーヤルの女性と出会い、翌2001年に結婚している。2004年に子供をもうけた。2013年にイベント管理会社「ステージ360°」を設立し、妻も会社の一員として活動している。2015年9月に2人は離婚したが、2016年に再婚している。
2012年にはザ・タイムズ・オブ・インディアが選ぶ「バンガロールで最も好かれる人物ベスト25」に選ばれている。同年には宝石チェーン・ジョヤルッカス、2013年にバンガロール交通警察署と収入税務課、2014年にインテックス技術、モバイル&パラゴン・フットウェアのブランドアンバサダーに任命されている。
2013年の世界エイズデーの際、スディープはヴィジャイ・ラーガヴェンドラたちカンナダ俳優と共にTeachAIDSが開発した教材のナレーションを担当した。

## キャリア

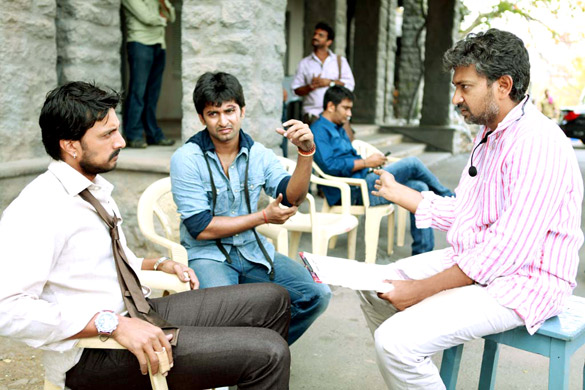
『マッキー』の撮影現場（左からスディープ、ナーニ、ラージャマウリ）

スディープは批評家から、カンナダ語映画で最も優秀な俳優の1人に挙げられている。
1997年公開の『Thayavva』で俳優としてデビューする。1999年に『Prathyartha』で脇役を演じ、『Sparsha』で主演を務めた。2001年に主演を務めた『Huchcha』でフィルムフェア賞 カンナダ語映画部門主演男優賞を受賞し、高い評価を得た。2008年に『Phoonk』に出演してボリウッドにデビューした。その後も『Rann』『Phoonk 2』『Rakta Charitra』『Kempe Gowda』に出演している。
2012年にS・S・ラージャマウリの『マッキー』でテルグ語映画にデビューした。映画では主人公を殺してヒロインを奪おうとする悪辣な実業家を演じ、映画と彼の演技は批評家から絶賛された。2013年に『Bachchan』『Varadhanayaka』に出演し、2014年にはテルグ語映画『MIRCHI/ミルチ』をリメイクした『Maanikya』で監督・主演を務めた。2015年にテルグ語映画『Attarintiki Daredi』をリメイクした『Ranna』で主演を務め、『バーフバリ 伝説誕生』ではカメオ出演している。『Vaalee』『Chandu』『Ranga SSLC』『Nalla』『No 73, Shanthi Nivasa』『Varadhanayaka』『Veera Madakari』『Kempe Gowda』『Bachchan』では歌を披露している。
『My Autograph』『#73 Shaanthi Nivaasa』『Veera Madakari』『Just Math Mathalli』『Kempe Gowda』『Maanikya』で監督を務め、『Just Maath Mathalli』では脚本を執筆している。また、映画製作会社「Kiccha」を所有しており、『My Autograph』『73, Shanthi Nivasa』を製作している。